# Temnothorax dong
Temnothorax dong (лат.) — вид мелких муравьёв рода Temnothorax из подсемейства мирмицины (Formicidae). Встречается в Китае.

## Этимология
Видовое название T. dong происходит от слова dong (冬, зима), одному из четырёх времён года.

## Распространение
Китай: провинция Юньнань.

## Описание
Мелкие муравьи (около 3 мм), основная окраска тела чёрная. Новый вид сходен с T. huatuo Terayama, 2009, но отличается тем, что у нового вида вершины скапусов усиков доходят до заднего края головы, дорсум головы густо сетчатый в центральной части, мезосомальный дорсум умеренно выпуклый, передний край петиоля неглубоко вогнутый, а цвет тела чёрный; у T. huatuo вершины скапусов усиков не достигают заднего края головы, дорсум головы слабо сетчатый на центральной области, мезосомальный дорсум слабо выпуклый, передний край петиоля умеренно вогнутый, цвет тела коричневато-чёрный. Новый вид также сходен с T. lixia, но отличается тем, что у нового вида проподеальные шипы длиннее половины длины наклонной поверхности при виде сбоку, переднедорсальный угол петиолярного узла прямо отогнут, пронотальные стороны мелко сетчатые; у T. lixia проподеальные шипы короче половины длины наклонной поверхности при виде сбоку, переднедорсальный угол петиолярного узла тупо отогнут, пронотальные стороны грубо сетчатые. Этот новый вид также похож на T. xiazhi, но отличается тем, что у нового вида проподеальные шипы длиннее половины длины наклонной поверхности при виде сбоку, передний стебелёк короче петиолярного узла, мезоплевры густо пунктированы; у T. xiazhi проподеальные шипы короче половины длины наклонной поверхности при виде сбоку, передний стебелёк длиннее петиолярного узла, мезоплевры сетчатые. Заднегрудь угловатая, с проподеальными шипиками. Грудь и голова сверху с морщинками, профиль ровный, без промезонотального и метанотального шва. Брюшко гладкое и блестящее. Усики 12-члениковые. Вид был впервые описан в 2024 году китайскими мирмекологами Yu-Han Qian и Zheng-Hui Xu (Southwest Forestry University, Куньмин, Юньнань) по типовым материалам из Китая.

### Комментарии
1. ↑  Энтомологи назвали четыре вида муравьёв из Китая по временам года: chūn (春), xià (夏), qiū (秋), dōng (冬) и соответственно, Temnothorax chun (весна), Temnothorax xia (лето), Temnothorax qiu (осень), Temnothorax dong (зима).